# Москва (станція метро, Алмати)
43°13′43″ пн. ш. 76°51′56″ сх. д. / 43.22861° пн. ш. 76.86556° сх. д.
«Москва» (каз. Мәскеу) — проміжна станція першої лінії Алматинського метрополітену.
Відкрита 18 квітня 2015 у складі черги «Алатау» — «Москва».
Розташована під проспектом Абая між вулицями Тлендієва і Алтинсарина. Поруч знаходяться: Family Park, ринок, кінотеатр «Сари Арка» Лікарня № 2, Театр для дітей та юнацтва ім. Сац, Районний суд № 1.
Конструкція станції — колонна трипрогінна дворівнева мілкого закладення, з острівною платформою.
Колійний розвиток — 6 стрілкових переводів, перехресний з'їзд, 2 станційні колії для обороту та відстою рухомого складу і 2 колії для відстою рухомого складу.
Оздоблення — дизайн інтер'єру станції виконано в тематиці кремлівських стін. Більше присутній червоний колір. Максимально застосовано оздоблювальні матеріали казахстанського виробництва — граніт, мармур, травертин.

## Ресурси Інтернету
- Метро в Алматы просто необходимо [Архівовано 7 липня 2015 у Wayback Machine.]
- Алматинское Метро. Станция Сайран. [Архівовано 18 квітня 2015 у Wayback Machine.]
- Станции метро «Москва» и «Сайран» в Алматы построят в декабре 2013 года [Архівовано 9 листопада 2013 у Wayback Machine.]
- В Алматы требуется корректировка плана двух станций метро [Архівовано 18 квітня 2015 у Wayback Machine.]
- 10 миллиардов тенге выделят на строительство второй очереди метро в Алматы [Архівовано 22 березня 2013 у Wayback Machine.]
- видео отчёт о ходе строительства [Архівовано 23 вересня 2016 у Wayback Machine.]
- http://forum.nashtransport.ru/index.php?showtopic=33477&st=20 [Архівовано 4 березня 2016 у Wayback Machine.]